# きりきり舞い
「きりきり舞い」は、1973年12月10日にリリースされた日本の歌手・山本リンダのシングル、および近田春夫&ハルヲフォンが1978年6月21日にリリースされたアルバム『電撃的東京』でカヴァー、同年「きりきりまい」としてシングルカットした楽曲である。

## 解説
作詞は阿久悠・作曲は都倉俊一による。ライトな曲調の楽曲で、オリコンチャート最高位は28位と前年の楽曲のような猛威は振るわなかった。しかし、後述のように、近田春夫がのちに編曲し、自らのバンドでカヴァーした。
山本による本作は、2008年（平成20年）7月16日に発売された『燃えつきそう/山本リンダの魅力 + シングルコレクション』をはじめとして、現在も音源が多くCDとしてリリースされており、聴くことができる。
2009年（平成21年）に、尾崎亜美がカバー・アルバム『歌鬼2～阿久悠 vs. フォーク～』でカバーした。

## 収録曲
- 全作詞：阿久悠／全作曲・編曲：都倉俊一

1. きりきり舞い（2分47秒）
2. 憎いあいつ（2分33秒）

## 近田版
1978年（昭和53年）6月21日に発売された近田春夫&ハルヲフォンのアルバム『電撃的東京』は、そもそもカヴァーアルバムで、ロックバンドである同バンドが歌謡曲をどうアレンジして歌うのか、という趣旨のものであった。同アルバム中では、山本版と同様に一部が漢字表記の「きりきり舞い」というタイトルであったが、近田版のシングルでは、全てがひらがな表記の「きりきりまい」に変更された。なお同曲でのヴォーカルは、ハルヲフォンのベーシスト・高木英一であり、同シングルのカップリング曲である森進一のカヴァー曲「東京物語」でのヴォーカルは、同バンドのギタリスト・小林克己である。
アルバム版「きりきり舞い」とシングル版「きりきりまい」ではアレンジが異なり、曲の尺長も違う。アルバム版は現在でもCDで容易に聴くことができるが、シングル版はCD化されたアルバム『電撃的東京』には追加収録されず、1999年（平成11年）発売のオムニバスCD『キング・ニューロック・シングル集 ファンキー・ダッコNo.1』で初めてCD化され、今のところこれでしか聴くことができない。※オムニバスCDのジャケットの表記は「きりきり舞い」になっている。

### アルバム版
電撃的東京を参照。

### シングル版
1. きりきりまい
  - 作詞：阿久悠 作曲：都倉俊一 編曲：近田春夫
2. 東京物語
  - 作詞：阿久悠 作曲：川口真 編曲：近田春夫

## 註
1. ↑  #外部リンクの『燃えつきそう/山本リンダの魅力 + シングルコレクション』リンク先の記述を参照。
2. ↑  シングル「きりきりまい」のジャケットを参照。
3. ↑  #外部リンクの『電撃的東京』リンク先の記述を参照。